# Arthur Hamilton-Gordon, 1. Baron Stanmore

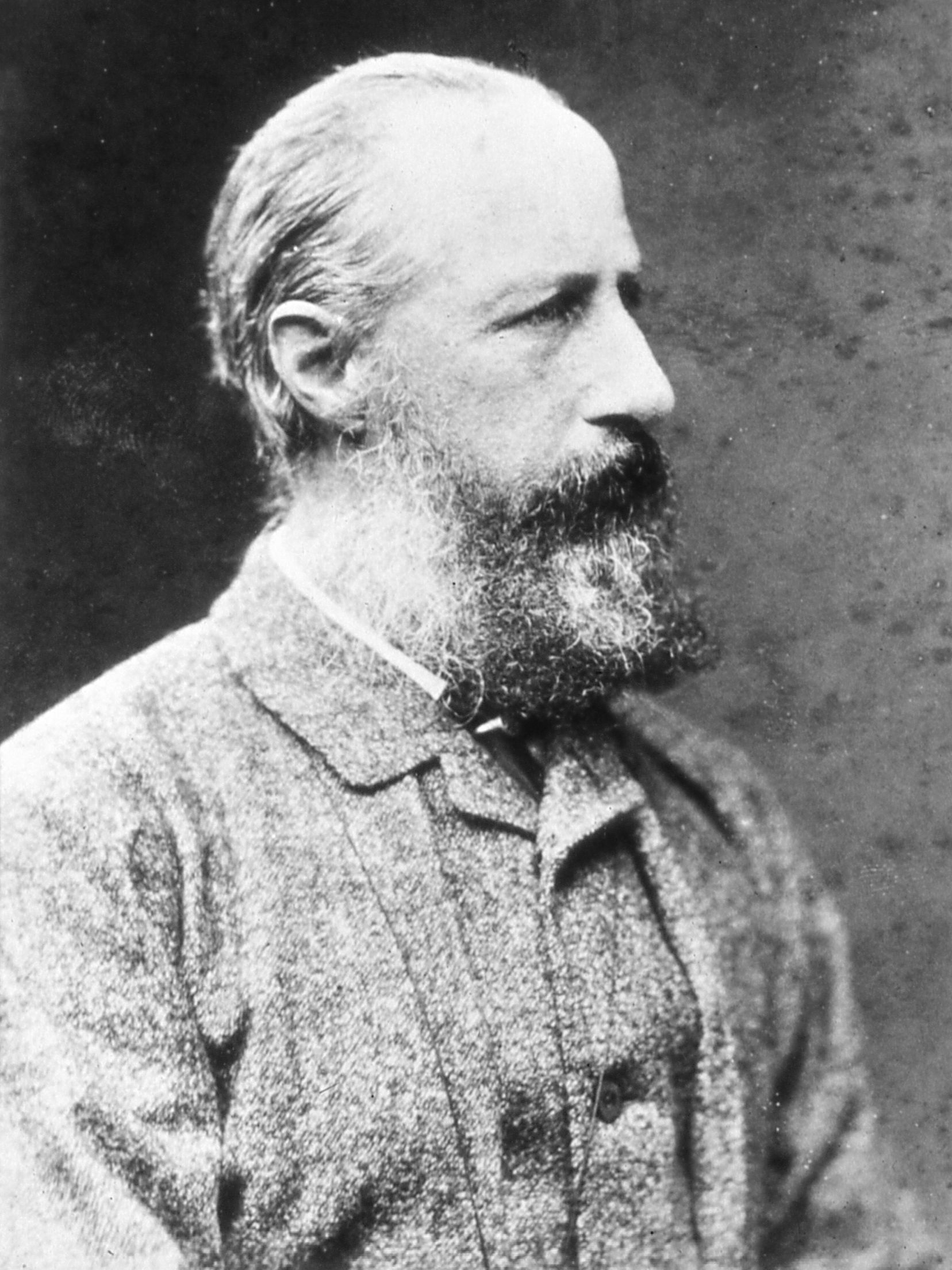
Arthur Charles Hamilton-Gordon, etwa zw. 1870 und 1880 entstanden

Arthur Charles Hamilton-Gordon, 1. Baron Stanmore GCMG (* 26. November 1829 in Argyll House, London, England; † 30. Januar 1912 in Chelsea, London) war ein britischer Kolonialbeamter.

## Leben
Er war der jüngste Sohn des britischen Premierministers George Hamilton-Gordon, 4. Earl of Aberdeen, aus dessen zweiter Ehe mit Harriet Douglas. Er wurde von Privatlehrern erzogen und begann, nach einjährigem Besuch einer Vorbereitungsschule bei Brighton, 1847 ein Studium am Trinity College der Universität Cambridge. Dort wurde er 1849 Vorsitzender der Cambridge Union Society und schloss sein Studium 1851 als Master of Arts ab. Von 1852 bis 1855 arbeitete er als Privatsekretär seines Vaters, des Premierministers.
1854 wurde er als Abgeordneter der Liberal Party für Beverley in Yorkshire ins House of Commons gewählt. Bei der Unterhauswahl 1857 unterlag er und verlor seinen Parlamentssitz. 1861 ging er als Lieutenant-Gouverneur von New Brunswick nach Kanada.
Von 1866 bis 1870 war er Gouverneur von Trinidad. Zu den Leistungen seiner vierjährigen Amtszeit gehört eine Landreform, die der Bevölkerung vorheriges Krongut zugänglich machte, dadurch die zuvor üblichen illegalen Landbesetzungen durch Arbeiter beendete und es erstmals ehemaligen Sklaven ermöglichte, Grund zu erwerben. Er führte außerdem eine Bildungsreform durch und beteiligte gezielt Katholiken an Regierung und Verwaltung, um die Dominanz der Anglikanischen Kirche abzumildern. In Port of Spain sind zwei Straßen nach Gordon benannt.
Es folgte eine Dienstzeit als Gouverneur von Mauritius (1871 bis 1874). Des Weiteren war er Gouverneur von Fidschi (1875 bis 1880), Gouverneur von Neuseeland (1880 bis 1883) und schließlich Gouverneur von Ceylon (1883 bis 1890).
Am 28. April 1859 wurde er als Companion in den Order of St Michael and St George aufgenommen. Am 18. Februar 1871 wurde er zum Knight Commander und am 6. Februar 1898 zum Knight Grand Cross desselben Ordens erhoben. 1879 erhielt er als Doctor of Civil Laws die Ehrendoktorwürde der Universität Oxford. 1910 wurde er auch Knight of Justice des Order of St John.
Am 21. August 1893 wurde er als Baron Stanmore, of Great Stanmore in the County of Middlesex, zum erblichen Peer erhoben und wurde dadurch Mitglied des House of Lords. Der Titel ging bei seinem Tod, 1912, auf seinen Sohn George über.

## Ehe und Nachkommen
1865 hatte er Rachel Emily Shaw-Lefevre († 1889), Tochter des Juristen und Politikers Sir John George Shaw-Lefevre, geheiratet. Mit ihr hatte er zwei Kinder:
- Hon. Rachel Nevil Hamilton-Gordon (1869–1947);
- George Arthur Maurice Hamilton-Gordon, 2. Baron Stanmore (1871–1957).